# Медведь Смоки

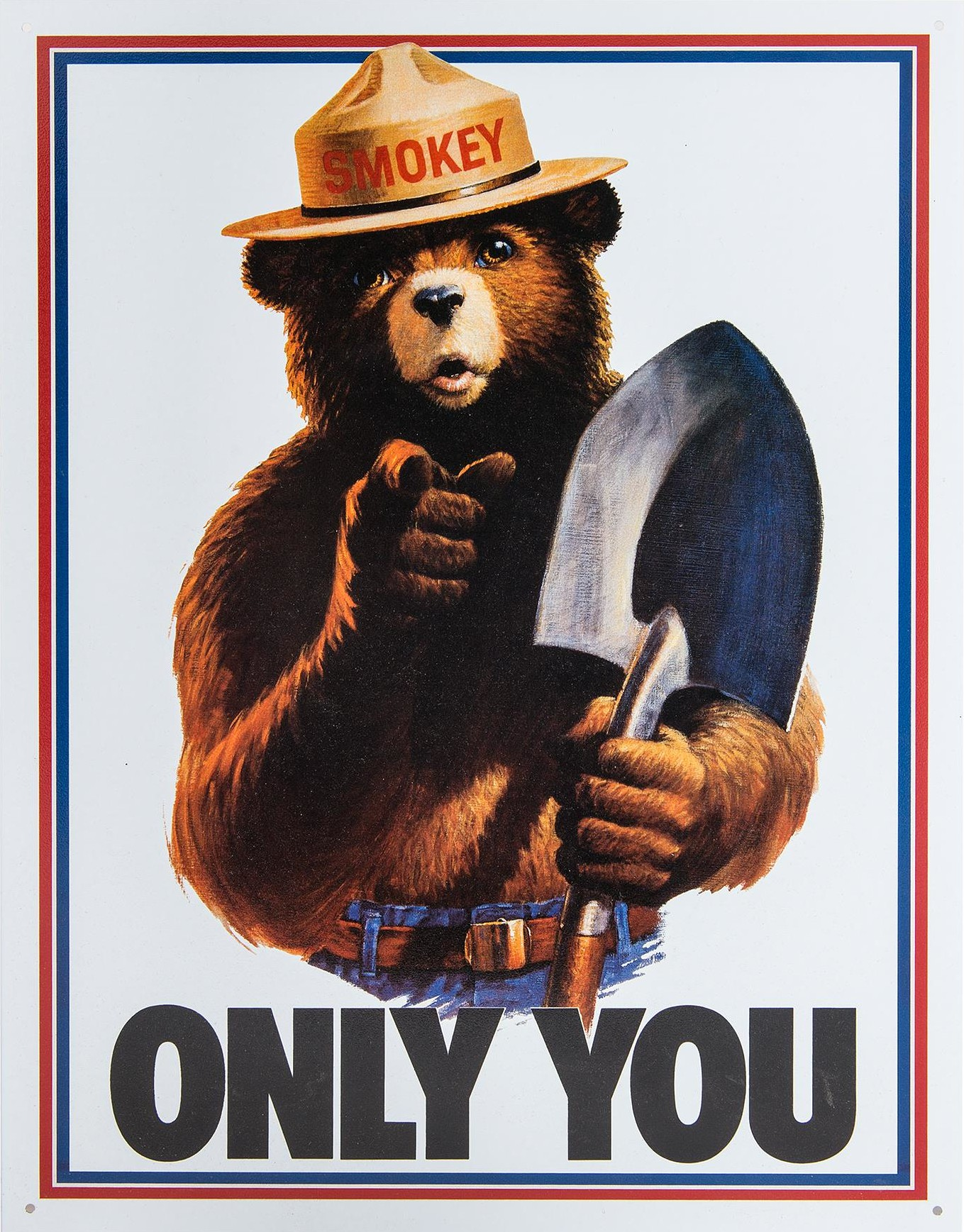
Медведь Смоки

Медведь Смоки (англ. Smokey Bear или, неофициально, англ. Smokey the Bear) — талисман лесной службы США (англ. United States Forest Service), созданный для того, чтобы просветить общество об опасности лесных пожаров.
Девиз Медведя Смоки — «Только ты можешь предотвратить лесные пожары», был создан в 1944 году организацией Ad Council. В 2001 году девиз поменялся: «Только ты можешь предотвратить природные пожары». Согласно данным Ad Council, Медведь Смоки и его послание известны 95 % взрослых и 77 % детей в США.
Полное имя персонажа — медведь Смоки (англ. Smokey Bear). В 1952 году Стив Нельсон и Джек Роллинс создали популярную песню — Smokey the Bear. Артикль был добавлен к имени Смоки, чтобы поддержать ритм песни. Эта мелочь вызвала разночтения среди фанатов Смоки.
Имя медведя Смоки и его изображение защищены федеральным законом США: (16 U.S.C. 580 (p-2); 18 U.S.C. 711).

## Появление

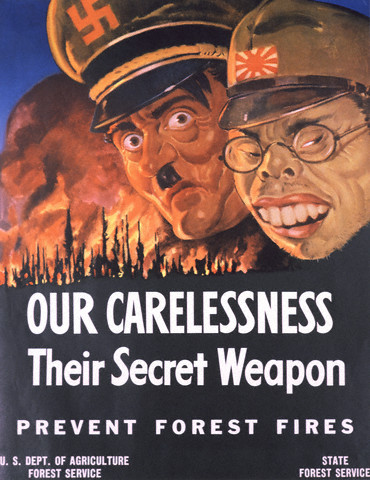
Плакат, направленный против лесных пожаров, с использованием образов Адольфа Гитлера и Хидэки Тодзио.

Хотя американская лесная служба боролась с пожарами до начала Второй мировой войны, именно она добавила важность и безотлагательность к действиям. Агентство начало использование красочных эмблем для сообщения гражданам об опасностях, которые несут лесные пожары. Так как большинство мужчин уже служило в вооруженных силах, никто из них не мог быть использован, чтобы бороться с пожарами на западном побережье. Надежда была на местные организации, которые могли препятствовать их возникновению. С другой стороны, японцы видели пожары в качестве возможного оружия. Лесные пожары могли поглощать трудовые ресурсы, уничтожать ценные природные ресурсы, и вызывать общее опустошение.
Эта стратегия стала применяться японцами под конец войны: с ноября 1944 года по апрель 1945 года по струйному течению было запущено около 9 000 зажигательных баллонов, 10 % которых достигли США. Одна из этих бомб 5 мая 1945 года убила 5 детей и учительницу около города Блай, штат Орегон. Они нашли баллон, и во время осмотра одна из бомб сдетонировала.

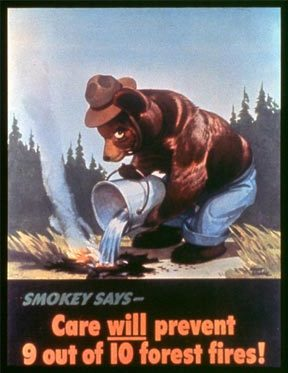
Дебютный плакат с медведем Смоки

В 1942 году после премьеры Уолт Дисней разрешил использование своих персонажей в компании по борьбе с пожарами. Но для этого был нужен новый персонаж. Учитывая популярность животного мира, им стал медведь. Имя ему было дано в честь нью-йоркского сотрудника Джо «Смоки» Мартина, боровшегося с пожарами с 1922 года.
Первый плакат с участием медведя Смоки был создан художником Альбертом Штеле (англ. Albert Staehle). Дата выпуска этого плаката — 9 августа 1944 года, считается днём рождения медведя Смоки. Он носит джинсы и шляпу лесного рейнджера, и заливает костёр водой из ведра. Надпись на плакате гласит: «Смоки говорит — забота предотвратит 9 из 10 лесных пожаров!». Служащий службы леса Руди Венделин (англ. Rudy Wendelin) выполнял роль менеджера Смоки с 1944 года вплоть до своего ухода на пенсию в 1973 году, в 1949-м уйдя со службы в пользу работы художником. В 1947 году был создан известнейший девиз медведя Смоки: «Помни… только ТЫ можешь предотвратить лесные пожары.».

## Живой символ медведя Смоки

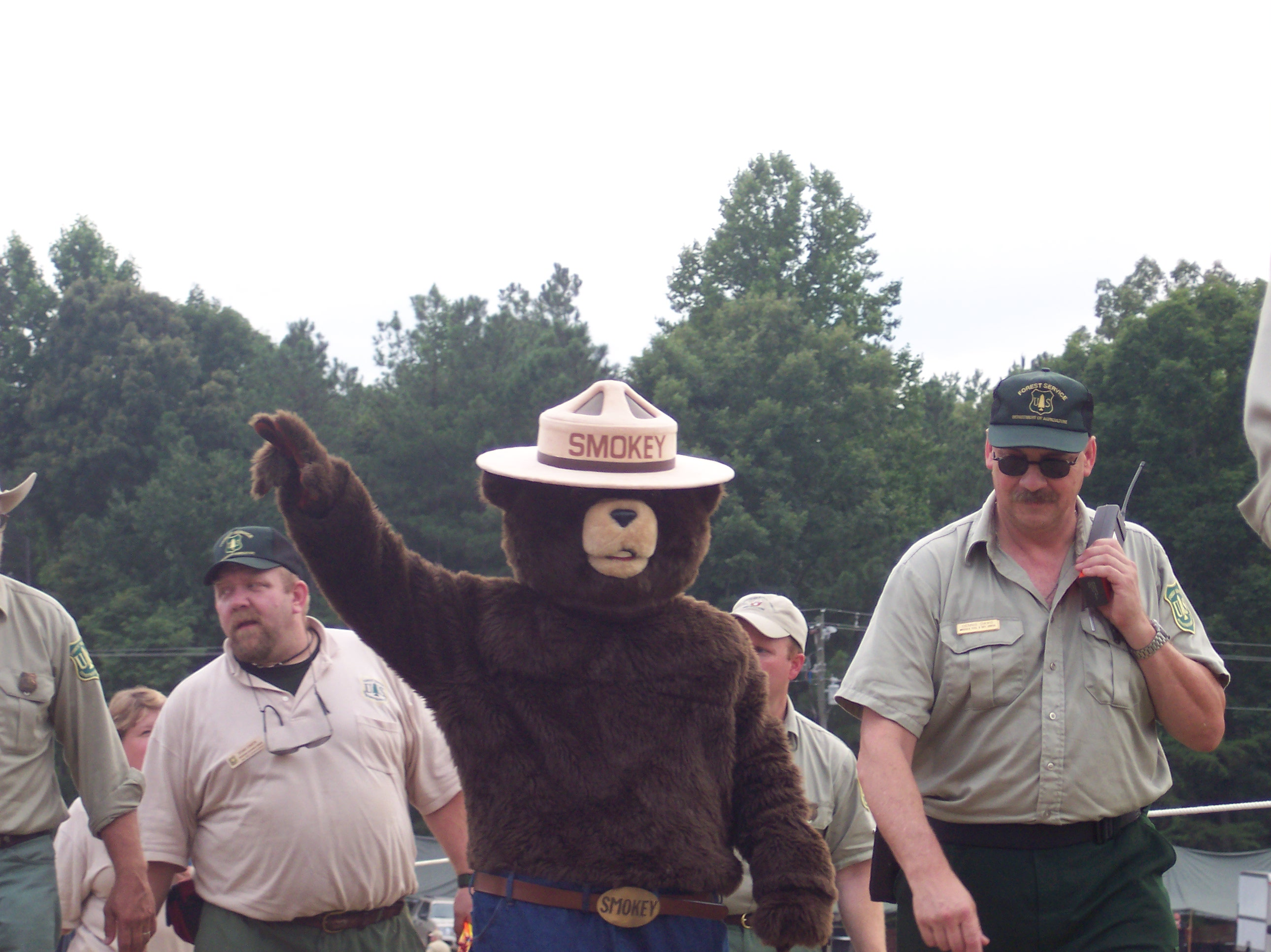
Медведь Смоки на Национальном джамбори скаутов в 2005 году

Живым символом медведя Смоки стал чёрный медведь, найденный летом 1950 года во время пожара в Линкольнском национальном лесу, когда сгорело 17000 акров (69 км2) в Нью-Мехико. Смоки забрался от пожара на дерево, но его лапы и ноги обгорели. Он был спасен охотоинспектором после того, как пожар был потушен.
Сначала его назвали «Тэдди — горячие лапы», но после появления талисмана переименовали в Смоки. Владелец местного ранчо, помогавший бороться с огнём, отвел детёныша к себе домой, но тот нуждался в ветеринарной помощи. Рейнджер из нью-мексиканского Департамента диких животных и рыбы Рей Бэлл взял его к себе в Санта-Фе. Его жена Рат и дети Дон и Джуди заботились о детёныше. История привлекла национальные информационные службы, и Смоки мгновенно стал знаменитостью. Он и Бэллы были показаны в журнале Life. Вскоре после этого Смоки перевезли на самолёте Piper J-3 Cub в Национальный зоопарк в Вашингтоне, Округ Колумбия, где он жил в течение 26 лет. После смерти 9 ноября 1976 года останки Смоки были возвращены правительством в Капитан, Нью-Мехико, и были похоронены в месте, ставшим Историческим парком медведя Смоки.

## Массовая популярность

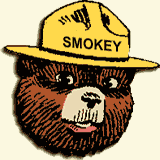
«Помни… только ТЫ можешь предотвратить лесные пожары.»

С появлением живого символа сам медведь Смоки стал большой частью американской массовой культуры в 1950-х годах. Он появлялся на радио и в мультфильмах.
В 1952 году, после появления коммерческого интереса к персонажу, Конгресс выпустил специальный акт, согласно которому медведь стал общественным достоянием, перейдя под контроль министра сельского хозяйства США. Акт предусматривал использование образа Смоки с целью просвещения детей для предотвращении лесного пожара.
В 1955 году была выпущена первая книга, посвящённая медведю Смоки, за которой последовали многочисленные продолжения и раскраски, а затем и тысячи кукол, игрушек и других товаров.
В 1950-х и 1960-х годах Ad Council спонсировала радио рекламу, в которой медведь Смоки беседовал с американскими звёздами: Бингом Кросби, Диной Шор, Роем Роджерсом, и многими другими.
В 1975 году сумма отчислений за использование изображения медведя составила 1,3 млн. долларов, и подкомиссия по вопросам сельского хозяйства палаты представителей конгресса США приняла отдельную резолюцию о том, что изображение медведя должно быть увековечено на его родине в городе Капитан штата Нью-Мексико.
Также в его честь назвали Премию медведя Смоки, которую присуждает американская служба леса:
«Признавая выдающийся вклад в предотвращение лесных пожаров и для повышения общественного признания и понимания потребности в продолжении усилий по противопожарной технике.»

## Наследие

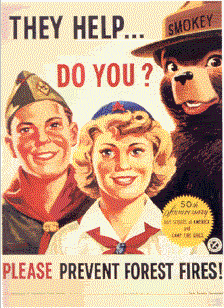
Медведь Смоки с бойскаутом и участницей «Костра» в 1950

К своему 50-летнему юбилею Смоки получил собственную почтовую марку, созданную Руди Венделином (англ. Rudy Wendelin). В рекламе, посвящённой этому событию, лесные звери готовят Смоки праздничный торт со свечами, а для сюрприза завязывают ему глаза лентой. Учуяв запах дыма, он, посчитав торт костром, разрушает его своей лопатой. Открыв глаза и осознав свою ошибку, он извиняется перед своими друзьями.
В 2004 году медведь Смоки отпраздновал своё 60-летие. Согласно Ричарду Эрлу, автору книги «Искусство причины маркетинга», реклама с участием Смоки — одна из самых мощных и устойчивых среди социальной рекламы. «Смоки простой, сильный, прямолинейный» — пишет Эрл. «Он — житель того леса, который вы посещаете, и он заботится о его сохранении. Любой, кто рос, видя Бэмби, понимает насколько ужасным может быть лесной пожар. Но Смоки бы не убежал. Сильный Смоки. Он останется и будет бороться с огнём в случае необходимости, но он предпочитает сделать так, чтобы вы окунулись и поняли это.».

## Голоса
Работник вашингтонской радиостанции WMAL Джексон Уивер (англ. Jackson Weaver) был голосом Смоки вплоть до своей смерти в октябре 1992 года. С 1992 года голосами становились Джим Каммингс (Jim Cummings), Роджер С.Кармэл (Roger C. Carmel), и Джордж Волш (George Walsh). В июне 2008 года служба леса США запустила новую компанию социальной рекламы, озвученую актёром Сэмом Эллиотом, давшим новое прочтение Смоки для детей.